# プロテインS
プロテインS（Protein S; PROS）は、肝臓で合成されるビタミンK依存性の血漿糖蛋白質である。
循環系では、プロテインSは“遊離型”と補体蛋白質であるC4b結合蛋白質（C4BP）と結合した“複合型”の2つの形態で存在する。ヒトでは、プロテインSはPROS1遺伝子によってコードされている。プロテインSは血液凝固に関与している。

## 構造
大きさは77kDa、長さは635アミノ酸である。PROS1 遺伝子は第3染色体（3q11.1）に位置している。
プロテインSは、プロテインCや第VII、IX、X因子などの他のビタミンK依存性血漿凝固蛋白質と部分的に相同である。これらと同様にGlaドメイン1つとEGF様ドメイン（2つでなく4つ）を持つが、セリンプロテアーゼドメインは持たない。その代わり、性ホルモン結合グロブリンやコルチコステロイド結合グロブリンなどの血漿ステロイドホルモン結合蛋白質と相同な大きなC末端ドメインが存在する。このドメインは、活性化プロテインC（APC）の補因子として、あるいはC4BPとの結合において、蛋白質の機能に寄与している可能性がある。
さらに、プロテインSはGlaドメインとEGF様ドメインの間にトロンビンにより切断されるペプチドを有する。GlaドメインとEGF様ドメインは切断後もジスルフィド結合によって結合したままであるが、プロテインSはこのペプチドの切断かC4BPとの結合のいずれかの後に、APC補因子としての機能を失う。

## 機能
プロテインSの最も特徴的な機能は、抗凝固経路における役割であり、そこではプロテインCの補因子として第Va因子と第VIIIa因子の不活性化に関与する。遊離型のみが補酵素活性を持つ。
プロテインSはカルボキシル化されたGlaドメインを介して負電荷を帯びたリン脂質に結合する。この性質により、プロテインSはアポトーシスを起こしている細胞の除去を促進する。健康な細胞では、ATP（アデノシン三リン酸）依存性酵素が細胞膜の外葉（外部表面）からホスファチジルセリンのようなマイナスに帯電したリン脂質を除去している。一方で、アポトーシスを起こしている細胞では、外葉のリン脂質の分布が維持できなくなり、細胞表面に負に帯電したリン脂質が出現し始める。これらの負に帯電したリン脂質は、マクロファージなどの食細胞に認識される。プロテインSは負に帯電したリン脂質に結合し、アポトーシス細胞と食細胞の橋渡し役として機能する。この橋渡しによって貪食が促進され、炎症等の組織損傷の徴候を示すことなく細胞を除去できる。
プロテインSは発生期の補体複合体C5,6,7に結合しない。補体に作用する「S-protein」は、VTN 遺伝子によって作られる別の蛋白質（ビトロネクチン）である。

## 発見
プロテインSは1977年に発見され、精製された場所であるワシントン州シアトルにちなんで命名された。

## 臨床的意義
PROS1遺伝子に変異があると、血栓症のリスクを高める稀な血液疾患であるプロテインS欠乏症になる可能性がある。

## 相互作用
プロテインSは第V因子と相互作用することが知られている。